# 上崎美恵子
上崎 美恵子（こうざき みえこ、1924年11月15日 - 1997年9月2日）は、日本の児童文学作家。
福島県二本松市出身。本名・美枝子。

## 略歴
1924年11月15日、福島県二本松市に生まれる。6歳の時に一家で上京。
青山学院高等女子部（現・青山学院中等部・高等部）を1940年に卒業し、青山学院女子専門部（現・青山学院女子短期大学）に進学（のち1年次修了後に休学、中退）。東京大空襲のため故郷の二本松に疎開。戦後まもなく結核に罹り、国立中野療養所に6年間入所。その間に児童文学を読み耽り、自身も1972年から自作童話を書き始める。1976年「魔法のベンチ」「ちゃぷちゃっぷんの話」で第6回赤い鳥文学賞受賞。「ちゃぷちゃっぷんの話」で第23回サンケイ児童出版文化賞受賞。「だぶだぶだいすき」で第9回日本児童文芸家協会賞受賞。「ルビー色のホテル」で第6回ひろすけ童話賞受賞。1997年9月2日、72歳で没。

## 著書
- 『星からきた犬』（毎日新聞社） 1972
- 『まほうのあかちゃん』（旺文社） 1972
- 『とらとらねこちゃん』（理論社） 1973
- 『おばけやあい!』（旺文社） 1974
- 『海がうたう歌』（理論社） 1974
- 『ちゃぷちゃっぷんの話』（旺文社） 1975
- 『まほうのベンチ』（ポプラ社） 1975
のち文庫
- 『おさるでんしゃ』（小学館） 1976.4
- 『ゆめみるカネじいさん』（絵：勝又進、理論社） 1976.9
のちフォア文庫
- 『およげちびっこ』（ポプラ社） 1977.8
- 『月夜のめちゃらくちゃら』（旺文社） 1977.4
- 『なみだがぽっとん』（旺文社） 1977.7
- 『まぼろしのバス』（理論社） 1978.1
- 『おしゃべりコアラ』（金の星社） 1978.2
- 『そよそよ山』（PHP研究所） 1978.11
- 『おしゃれねこ,ちろ』（講談社） 1978.11
- 『いたずらごんとみほちゃん』（ポプラ社） 1978.12
- 『サキちゃんとおおきなさかな』（PHP研究所） 1979.3
- 『うたうせんめんき』（講談社） 1979.7
- 『うさぎパンタロン』（ティビーエス・ブリタニカ） 1980.6
- 『歌いたがりの花』（講談社） 1980.8
- 『おおばかめ先生』（ポプラ社） 1980.11
- 『ぼろきれねこちゃん』（PHP研究所） 1981.3
- 『リラちゃんはまほうのきんぎょ』（文研出版） 1981.10
- 『デカおじさんと小さなともだち』（ポプラ社） 1982.3
- 『ケーキのすきなおばけ』（佑学社） 1984.6
- 『だぶだぶだいすき』（秋書房） 1984.3
- 『いじめっことんでけ!』（旺文社） 1984.4
- 『長いしっぽのポテトおじさん』（岩崎書店） 1984.10
- 『おしゃれおばけの小さなデート』（ポプラ社） 1985.7
- 『まじょがつくったアイスクリーム』（ポプラ社） 1985.10
- 『くいしんぼうなおきゃくさま』（PHP研究所） 1985.1
- 『まぬけなとらねこにゃん』（ポプラ社） 1986.2
- 『そよ風のせんぷうき』（ひさかたチャイルド） 1986.6
- 『ユカにとどいたふしぎな手紙』（旺文社） 1987.4
- 『大きな大きなおんなの子』（金の星社） 1987.12
- 『海からとどいたプレゼント』（岩崎書店） 1988.9
- 『とらねこにゃんのラブレター』（ポプラ社） 1989.5
- 『つるのおんがえし』（小学館） 1990
- 『なみだポロリンきつねの子』（ポプラ社） 1991.2
- 『こちらおばけサービス社』（秋書房） 1992.5
- 『とおいあの日にたべたパン』（草炎社） 1992.6
- 『ルビー色のホテル』（PHP研究所） 1994.7
- 『月夜のふしぎ道』（小峰書店、赤い鳥文庫） 1996.6
- 『愛蔵版県別ふるさと童話館・福島の童話』（リブリオ出版） 1998.7　※収録「赤のまんま」